# Landtagswahl in Schleswig-Holstein 1947
- SPD: 43
- SSF: 6
- CDU: 21

Die Landtagswahl in Schleswig-Holstein 1947 war die erste freie Wahl zum Schleswig-Holsteinischen Landtag. Sie fand am 20. April 1947 statt. 
Die SPD formierte eine Alleinregierung, das Kabinett Lüdemann unter Hermann Lüdemann (1880–1959).

## Vorgeschichte
Nach den Kommunalwahlen in Schleswig-Holstein am 13. Oktober 1946 war die Sitzverteilung im ernannten Landtag Schleswig-Holsteins durch die Besatzungsbehörde angepasst worden. Die Kommunalwahl hatte folgendes Ergebnis ergeben:
| Partei                                               | Stimmen   | Stimmanteil in % |
| ---------------------------------------------------- | --------- | ---------------- |
| SPD                                                  | 1.168.863 | 41,0             |
| CDU                                                  | 1.062.225 | 37,3             |
| SSF (dänische Minderheit)                            | 207.465   | 7,3              |
| FDP                                                  | 172.102   | 6,1              |
| KPD                                                  | 145.703   | 5,1              |
| Deutsche Konservative Partei – Deutsche Rechtspartei | 38.318    | 1,3              |
| SPF (pro-dänische Abspaltung der SPD)                | 29.729    | 1,0              |
| Zentrum                                              | 1.515     | 0,1              |
| Total                                                | 2.825.940 | 99,6             |
| Wahlbeteiligung                                      |           | 70,6             |

Für den ernannten Landtag hatte dieses Wahlergebnis zur Folge, dass er wie folgt gebildet wurde. Es wurden von der Militärregierung 39 Abgeordnete ernannt. 21 Abgeordnete wurden von den Kreistagen gewählt:
- SPD: 25 Sitze
- CDU: 23 Sitze
- FDP: 4 Sitze
- SSF: 4 Sitze
- KPD: 3 Sitze
- DKP-DRP: 1 Sitz

Als Ministerpräsident wurde durch die britische Besatzungsmacht Theodor Steltzer (CDU) eingesetzt, der das Kabinett Steltzer I mit CDU, SPD und KPD bildete. Nach der Kommunalwahl schied die KPD aus.
Kurz vor der Wahl kam es zu einer schweren Regierungskrise. Anlass war ein Gesetzesentwurf Minister Franz Rybas (CDU) zur Einrichtung einer gesonderten Flüchtlingsverwaltung. Andreas Gayk (SPD) sprach von einem „Ermächtigungsgesetz“ und beantragte, dass der Landtag Minister Ryba das Vertrauen entziehen solle. Dieser Antrag wurde am 28. Februar 1947 im Lübecker Ratssaal mit 29 zu 18 Stimmen bei zwei Enthaltungen angenommen und stürzte die Regierung in eine schwere Krise. CDU-Fraktionschef Carl Schröter kündigte an, die CDU-Minister aus der Regierung zurückzuziehen. In der CDU setzte sich jedoch Theodor Steltzer durch, der eine Fortsetzung der Regierungsarbeit befürwortete. Für die CDU nahm daher Paul Pagel das Ministeramt anstelle von Franz Ryba wahr.

## Wahlkampf und Wahlrecht
Der Wahlkampf wurde durch die Vertriebenenfrage geprägt. Schleswig-Holstein hatte den höchsten Anteil von Vertriebenen aufgenommen, die nun 35 % der Bevölkerung stellten. Angesichts der Versorgungslage trat die SPD mit dem Slogan „Raus aus dem Elend!“ an. Sie wurde klarer Wahlsieger.
Entscheidend für die Sitzverteilung war das schleswig-holsteinische Wahlrecht, das die stärkste Partei klar bevorzugte. Nach dem Wahlrecht sollten 60 % der Abgeordneten (42) in Wahlkreisen und 40 % (28) über die Landesliste gewählt werden, wobei nur ein teilweiser Ausgleich stattfand: Bei der Verteilung der Mandate auf die Landeslisten wurden die Stimmen der erfolglosen Wahlkreisbewerber berücksichtigt sowie die Stimmenvorsprünge der erfolgreichen und zweitplatzierten Bewerber. Damit hatte das Wahlrecht eher den Charakter des Mehrheitswahlrechtes als des Verhältniswahlrechtes. Um eine Parteienzersplitterung zu unterbinden, konnten nur diejenigen Parteien, die mindestens ein Wahlkreismandat errungen hatten, über die Landesliste in das Parlament einziehen. Diese Regelung machte Wahlerfolge der kleineren Parteien von Anfang an unmöglich.

## Wahlergebnis
| Partei         | Stimmen | Stimmanteil in % | Wahlkreise | Sitze gesamt |
| -------------- | ------- | ---------------- | ---------- | ------------ |
| SPD            | 469.994 | 43,8             | 34         | 43           |
| CDU            | 365.534 | 34,0             | 6          | 21           |
| SSF            | 99.500  | 9,3              | 2          | 6            |
| FDP            | 53.359  | 4,97             |            |              |
| KPD            | 50.398  | 4,7              |            |              |
| DKP            | 32.848  | 3,1              |            |              |
| Zentrum        | 1.082   | 0,1              |            |              |
| Einzelbewerber | 489     | 0,0              |            |              |

Von den 1.594.794 Wahlberechtigten wurden insgesamt 1.113.005 Stimmen abgegeben, die Wahlbeteiligung betrug somit 69,8 %. 96,4 % der abgegebenen Stimmen waren gültig.